# Cheonwang (métro de Séoul)
Cheonwang est une station sur la ligne 7 du métro de Séoul, dans l'arrondissement de Guro-gu.